# 松阪神社
松阪神社（まつさかじんじゃ）は、三重県松阪市にある神社である。式内社で、旧社格は郷社。

## 祭神
誉田別命（八幡神）と宇迦御魂神（稲荷神）を主祭神とし、明治の神社合祀により以下の神を合せ祀る。
- 天照皇大神
- 伊邪那岐尊・伊邪那美尊
- 建速須佐之男尊
- 天御柱命・国御柱命
- 稚日女命
- 栲幡千千姫命
- 豊受大神
- 高木大神
- 天津日子根命
- 活津日子根命
- 熊野久須毘命
- 多紀理毘売命
- 多岐都毘売命
- 天棚機姫命
- 思兼神
- 天之忍穗耳命
- 蛭子命
- 大山祇神
- 市寸島姫命
- 天之菩卑命
- 少名彦命
- 素兔命
- 火産神
- 金山彦命
- 猿田彦命
- 安徳天皇
- 大国主命
- 事代主命
- 上筒男命・中筒男命・底筒男命

## 歴史
延喜式神名帳に記される「伊勢国飯高郡 意悲神社（おいじんじゃ）」の後裔社とされる（他に同市下村町の神戸神館神明社も論社）。
創建の年代は不詳であるが、古くからこの地に鎮座し、国司の飯高氏が産土神として崇敬した。
天正16年（1588年）、蒲生氏郷が当社の森（意悲の森）に松坂城を築城して当社を城の鎮守とし、八幡神を合祀した。以降、江戸時代まで「御城八幡」と呼ばれていた。慶長元年、吉田重勝が松坂城を修補した際に、当社に宇迦之御魂命を合祀した。
明治初年、式内・意悲神社に比定され御城八幡から意悲神社に改称し、明治4年7月に郷社に列格した。1908年（明治41年）3月23日、近隣の17神社、33柱の神を合祀し、松阪神社に改称した。

## 祭事
7月中旬には当社および日野町・八雲神社、本町・御厨神社の祇園祭が行われる。元は、当社に合祀された魚町・雨竜神社、西町・八重垣神社の祭礼であった。これらの神社は、松阪の牛頭天王を祀る神社として「四天王」と呼ばれていた。

### 式年遷座
20年に一度、式年遷座を行っている。2016年（平成28年）9月11日にお白石洗い、10月15日に遷座が行われる。